# Flughafen Uberaba

i8
i11
i13
Der Flughafen Uberaba (portugiesisch Aeroporto Mario de Almeida Franco; IATA-Code: UBA, ICAO-Code: SBUR) ist ein öffentlicher Flughafen auf 809 m Seehöhe, 6 km von Uberaba, Minas Gerais, Brasilien. Die Fläche des Flughafens beträgt 118 ha. Er hat eine Asphaltpiste mit 1759 m Länge und 45 m Breite.

## Geschichte
Die Geschichte des Flughafens beginnt mit der Einweihung der ersten Strecke São Paulo – Uberaba mit Zwischenstopp in Ribeirão Preto durch VASP im Jahr 1934 auf dem damaligen Flugplatz. In den 1950er Jahren wurde das erste Passagierterminal eröffnet und 1958 erhielt der Ort mit der Schenkung des Geländes des City Hall Aviation Field an das Luftfahrtministerium den Namen Santos Dumont Airport.
Ab 1980 übernahm Infraero die Kontrolle und Verwaltung des Flughafens Uberaba. Zur Modernisierung und Gewährleistung der Sicherheit des Standorts wurden mehrere Renovierungs- und Verbesserungsmaßnahmen durchgeführt.
Im Jahr 2007 wurde er in Uberaba Mário de Almeida Franco Airport umbenannt, zu Ehren eines der größten Viehzüchter in Minas Gerais und eines der Pioniere der regionalen Luftfahrt, der einen Teil seines Landes für den Bau des Flughafens spendete. Durch eine Renovierung im Jahr 2008 verdoppelte sich die Abfertigungskapazität des Passagierterminals des Flughafens von 100.000 auf 200.000 Passagiere pro Jahr. Im selben Jahr wurde das Flugnavigationsgebäude gebaut, in dem sich der Kontrollturm befindet. Im Jahr 2019 wurde die Lande- und Startbahn renoviert.
Im August 2022 gewann das spanische Unternehmen Aena die Auktion für den Flughafen (und anderen 10 Flughäfen) mit einem Gebot von 2,4 Milliarden R$ (450 Mio. Euro). Es wird die Flughäfen 30 Jahre lang verwalten, mit einer erwarteten Investition von 5,8 Milliarden R$ (1,09 Mrd. Euro).

## Flugbetrieb
Im Jahr 2019 wurden 64.661 Passagiere transportiert.
LATAM Brasil, Azul Linhas Aéreas und Gol Linhas Aéreas sind die wichtigsten Fluggesellschaften, ⁣⁣die den Flughafen bedienen.